# 不育症
不育症（ふいくしょう）とは妊娠は可能だが、流産や死産を繰り返し生児を得ることが出来ない病態や症候群のことである。不妊症とは異なり、習慣流産と同義で使われることがある。再発性妊娠喪失(Recurrent Pregnancy Loss, RPL)ともいう。2008年度から厚生労働省が研究班を設置し、2010年9月にWebサイトを公開した。

## 原因
遺伝学的因子
染色体異常が5%程度の頻度で関わっているとされている。
解剖学的因子
子宮の形態異常によって起こる不育症である。頻度として最も多いのは子宮筋腫（特に粘膜下筋腫によるもの）によるものである。子宮筋腫自体は生殖年齢の女性の20〜50%に見られるといわれている。筋腫核の位置、数、大きさによって妊娠への影響は異なる。その他、中隔子宮、子宮発育不全、子宮動脈奇形、子宮内膜癒着、子宮内膜症があげられる。流産率が最も高いのが中隔子宮によるもので流産率が60%に及ぶ。子宮の先天的形態異常の原因は発生学によって説明が試みられている。胎生期のミュラー管の癒合によって子宮は形成されるがその癒合不全によって中隔子宮、重複子宮、双角子宮、単角子宮といった子宮形態異常が生じると考えられている。これらの異常は成人女性の1.9%に認められ、その15〜30%に反復流産が認められている。治療は手術である。中隔子宮のJones-Jones手術、双角子宮のStrassman手術などが有名である。これら古典的手術は手術侵襲も小さくなく、帝王切開での分娩を余儀なくされるためあくまで、反復流産を認め挙児希望がある例でのみ施行される。後天的な形態異常としては子宮腺筋症、子宮筋腫があげられる。子宮筋腫は粘膜下筋腫だけでなく、筋層内筋腫や漿膜下筋腫でも流産は起こりえる。これらの診断のためには内診の他、超音波検査、子宮卵管造影、子宮鏡、MRIなどがよく用いられる。
内分泌因子
黄体機能不全、糖尿病、甲状腺機能亢進症、甲状腺機能低下症、高プロラクチン血症などがあげられる。流産を契機に糖尿病や甲状腺疾患が疑われる頻度は日本では非常に低いため、重要なのは黄体機能不全と高プロラクチン血症である。黄体機能不全は基礎体温表、子宮内膜日付診、経腟超音波断層法、血中プロゲステロン濃度によって診断されることが多い。高温期が10日以内、子宮内膜日付診で分泌期の所見が3日以上遷延する場合に疑われる。基礎体温陥落日を0日とした場合、高温期の7日目の血中プロゲステロンにて2〜10ng/mlとなった場合は黄体機能不全と考えられる。なお2ng/ml以下の場合は排卵も起こらないことが多いので不妊症の原因として重要である。原発性黄体機能不全の治療は黄体賦活法、黄体ホルモン補充療法が知られている。ジヒドロゲステロン（デュファストン 10〜15mg/day）、酢酸クロルマジノン（ルトラール 2〜4mg/day）を高温期2〜3日目から10日間経口投与するという方法がよくとられる。黄体機能不全は他の内分泌疾患に続発しておこることも多い。その原因となるのが高プロラクトン血症や甲状腺機能異常である。一般には高プロラクチン血症は血中プロラクチン濃度15ng/ml以上と定義されているが、不育症と診断がついている場合は10ng/ml以上を2回示した時点でドーパミン作動薬の投与を開始する。ブロモクリプチン（パーロデル）を1.25mg/dayから開始して維持量を2.5mg/dayとする方法が有名である。ブロモクリプチンは悪心、嘔吐、頭痛といった副作用が稀ではないため、テルグリド（テルロン）を用いることが近年は多い。これは0.25mg/dayから開始し0.5mg/dayで維持することが多い。甲状腺ホルモンは顆粒膜細胞の受容体を介して卵胞期から作用し、卵巣機能に影響を与えていると考えられている。また不育症患者では高LH血症やPCOパターンをとることも多い。無月経で行うLH-RH試験も行っておいて損はない。
血液・凝固因子
ループスアンチコアグラント、抗カルジオリピン抗体といった免疫学的な異常によって引き起こされる凝固異常の他、第XII因子、プロテインC、プロテインS、アンチトロンビンIIIの欠乏なども血栓症による胎盤機能不全による不育症を起こすことが知られている。第XII因子は肺塞栓症の原因としてもよく知られている。通常は50%以下で不足と考えるが60%程度でも注意が必要である。プロテインC、プロテインS、アンチトロンビンIIIの欠乏は頻度としては非常に少ない。
感染症
細菌感染の他、クラミジアや梅毒の感染によって不育症が起こることが指摘されている。細菌感染によって炎症性サイトカインの分泌が起こり、プロスタグランジンが生成され、子宮の収縮や子宮頚管の熟化が促進され頸管無力症のように流産、早産が起こると考えられている。細菌感染の場合は不正性器出血、帯下異常、外陰部掻痒感といった随伴症状があり気がつきやすいがクラミジア・トラコマティス感染は無症候性のことが多く注意が必要である。
免疫学的因子
免疫学的な異常は自己免疫によるものと、同種移植免疫によるものに大別される。自己免疫によるものとしては血液凝固異常をきたす抗リン脂質抗体症候群（APS）がある。同種移植免疫としては胎盤のNK細胞がある。
不育症の患者の場合は以前に自己免疫疾患の基準を満たさなかったとしても20%の頻度で自己抗体が陽性になることが知られており特に重要視されているのが抗リン脂質抗体である。抗リン脂質抗体としてはループスアンチコアグラント、抗カルジオリピン抗体、抗カルジオリピン・β2GPI複合体抗体、抗フォスファチジルエタノールアミン（PE）抗体、抗フォスファチジルセリン（CL）抗体（抗プロトロンビン抗体）、抗アネキシンV抗体などが知られている。ループスアンチコアグラントは生体外ではリン脂質依存性のaPTTの延長を示すが生体内では血栓症を引き起こすことが知られている。抗カルジオリピン・β2GPI複合体抗体は抗カルジオリピン抗体のうち血栓症の病的意義が明らかになっている抗体である。抗PE抗体と同様にキニノーゲンに結合する。抗CL抗体はプロトロンビンに結合する。2006年度のAPS分類基準では不育症を認めた場合は比較的容易にAPSと診断されることがある。APSによる不育症の治療としては低用量アスピリン療法（LDA）、ヘパリン療法、両者の併用療法、免疫グロブリン静注が知られている。ヘパリン・アスピリン併用療法が一般的である。LDAの投与量は40〜100mgである。これは脳血管障害といった病的血管に対しての投与量よりもさらに少量でよいという考え方があるからである。アスピリンは妊娠前から投与することもあるし、妊娠が判明してから投与することもある。36週までで投与を中止することが多いがこれは流産、死産のリスクのためであり、催奇形性はない。他のNSAIDs同様に動脈管早期閉鎖などが関与していると考えられている。ヘパリンに関しては教育入院の後、ヘパリンカルシウム（カプロシン）5000単位の12時間ごとの皮下注を行うことが多い。よりリスクが低いと考えられている低分子ヘパリンの皮下注用製剤としてはエノキサバリンが認可される見込みがある。なおこれら血栓症の治療薬は分娩後も継続するのが一般的である。帝王切開では12時間後より、経腟分娩では6時間後より使用を再開し、6〜8週間にワルファリンに切り替える。アスピリンは継続することが多い。ワルファリンは催奇形性があることから妊娠中は用いたくない薬の一つである。同種免疫異常を疑う場合はNK細胞活性、遮断抗体活性、抗夫リンパ球抗体、Th1/Th2を測定することがある。